# التنمية الاقتصادية في الإمارات
برزت دولة الإمارات العربية منذ قيامها في عام 1971م، كواحدة من أنجح التجارب الاتحادية في العالم العربي المعاصر، وبفضل القيادة الحكيمة لصاحب السمو الشيخ زايد بن سلطان آل نهيان الذي تولى مقاليد الحكم في إمارة أبوظبي عام 1966 ورئاسة الدولة الاتحادية في عام 1971م، تحولت الإمارات السبع التي كانت متفرقة وفقيرة إلى دولة واحدة تتمتع بالازدهار والاستقرار.
ومزجت دولة الإمارات العربية المتحدة بين المهارات والخبرات التجارية لمواطنيها المكتسبة من كونها مركزاً للتجارة البحرية وصناعة اللؤلؤ منذ القدم، وبين العائدات النفطية التي بدأت تتدفق في عام 1962م، لخلق دولة رفاهية تتسم في الوقت نفسه باقتصاد متنوع. وأصبحت الدولة الآن مركزاً إقليمياً رئيسياً للصناعة والخدمات بفضل احتياطياتها الضخمة من النفط، حيث تعتبر الثالثة في العالم من حيث الاحتياطيات النفطية والرابعة من حيث احتياطيات الغاز.

## مراحل التطور الاقتصادي
احتلت الإمارات المركز الأول إقليميًّـا وعالميًّـا في الحرية المالية والاقتصادية، وسهولة تأسيس الشركات.

### تجارة المسافات البعيدة وإعادة التصدير
انحسرت تدريجيًّـا بعد سيطرة البرتغاليين على المحيط الهندي عام 1498، ثم الهيمنة الإنجليزية على منطقة الخليج العربي بعد انهيار القواسم عام 1820.اعتمد الاقتصاد على تجارة اللؤلؤ إلى أن انهارت في الثلاثينيات من القرن الماضي. بدأ النماء والتطور الاقتصادي مع تكون دولة الإمارات في 2 ديسمبر 1971 حيث كان القطاع النفطي يشكل 75%، وقد أدى تراجع أسعار النفط عام 1981 إلى تراجع في معدلات النمو حتى عام 1985 .

### التخطيط والتهيؤ للانطلاق
```
تشكيل المؤسسات الاقتصادية والاجتماعية والسياسية بصورة رسمية، تبعها خلق فرص عمل تستوعب مواطني الدولة بحوافز مجزية أسهمت في رفع معدلات المعيشة.
```

### تنويع مصادر الدخل القومي
```
حرص المشروع الاقتصادي في الإمارات خلق قاعدة متنوعة للإنتاج، وتنويع مصادر الدخل القومي؛ لضمان اقتصاد قوي ومتوازن، وتنمية مستدامة لا تتأثر مسيرتها بإنتاج وعوائد النفط الخام التي يمكن أن تشهد تغيرات مستمرة بحسب الأوضاع الاقتصادية العالمية.
استمرار مستوى المعيشة المرتفع للإماراتيين، وتوفير فرص العمل المناسبة لهم.
```

### توسيع مساهمة القطاع الخاص في عملية التنمية
```
التوظيف الجيد لموارد النفط، وتوفير الدعم الحكومي، والانفاق على تنمية القطاعات الاقتصادية الواعدة. وتوفير المناخ الملائم لجذب الاستثمارات الخاصة محلية وأجنبية. بالإضافة إلى تطوير وتحديث القوانين والتشريعات لتتواكب مع متطلبات العصر.
```

## السياسة الاقتصادية
```
تشجيع 
القطاع الخاص
 ليلعب دورًا أكبر في التنمية. عقدت شراكات مع: الشركات الأجنبية، والشركات متعددة الجنسيات. تصدرت الإمارات المركز الأول في 
الشرق الأوسط
، والمركز الخامس عشر عالميًّـا ضمن مؤشر الثقة للاستثمار الأجنبي المباشر عام 2012.احتلت الإمارات المرتبة الثانية عالميًّـا في مؤشر ثقة المقيمين في قيادات الحكومة والأعمال والمؤسسات والمنظمات ووسائل الإعلام لعام 2012.
```

### دول مجلس التعاون الخليجي
```
أدركت الإمارات أهمية التنسيق والتكامل الاقتصادي على المستوى الإقليمي. كان انطلاق المجلس عام 1981 من دولة الإمارات تأكيدًا على دورها، ونظرة قيادتها الثاقبة للدور الهام الذي يمكن أن تلعبه التكتلات الاقتصادية.
```

### منظمة التجارة الدولية
انضمت إليها الإمارات عام 1996 لما لها من آثار إيجابية في رفع كفاءة استغلال الموارد وتوفير الأسواق الكبيرة. الانفتاح الاقتصادي، والسير في ركب البلدان الصناعية المتطورة إلى جانب البناء المعرفي للإنسان.

### الأزمة المالية العالمية 2008
أثرت هذه الأزمة في اقتصاد الدولة، لكن السياسات والإجراءات التي اتبعتها الحكومة كان لها دور هام في الحد من انعكاساتها السلبية على مجمل الحياة الاقتصادية في الدولة. نجحت الدولة في الحفاظ على مستوى المعيشة اللائق لكافة أفراد المجتمع، واستقرار الأنشطة الاقتصادية والإنتاجية، واستعادة التوازن للقطاعات المختلفة. ساعدت الأزمة على إعادة النظر في السياسات والأساليب التقليدية السابقة وتطويرها بحيث تتفق مع الأوضاع الاقتصادية المستجدة.

### الاقتصاد القائم على المعرفة
```
أكدت إستراتيجية الحكومة الاتحادية أهمية الاقتصاد المعتمد على المعرفة والابتكار، الداعم والمستثمر في العلوم والتكنولوجيا والأبحاث العلمية التي تعنى بمختلف القطاعات الاقتصادية. يقود هذا الاقتصاد إلى تنوع مرن وعالي الإنتاجية بقيادة كفاءات إماراتية، ويسهم في تطوير رأس المال البشري الإماراتي، ويشجع على الريادة والقيادة في الأنشطة الإنتاجية التنافسية.
```

## قطاع النفط والغاز
- يعد من أهم القطاعات الاقتصادية ذات القيمة المضافة العالية وإمكانات النمو المستقبلية القوية.
- نفذت الدولة مشروعات هامة تتنتج 2.8 مليون برميل يوميًّـا في 2012، وأخرى جديدة، لتطوير القدرة الإنتاجية حتى تصل إلى 3.5 مليون برميل يوميًّـا في عام 2017.
- تعد الإمارات سابع دولة في العالم من حيث الاحتياطي النفطي، وكذلك احتياطي الغاز الطبيعي.
- تمتلك الإمارات 5 محطات لتكرير البترول، بلغت طاقتها الإنتاجية أكثر من 770 ألف برميل يوميًّـا في 2012.
- يُقدر احتياطي الغاز الطبيعي 215 تريليون متر مكعب أو ما يساوي 4% من الاحتياطي العالمي.

### تطور البنية التحتية
استمر تطوير البنية التحتية في قطاعات الإنشاءات، والتجمعات السكنية والسياحية والصناعية والتجارية على نطاق واسع. أصبحت الإمارات تمتلك طرق المواصلات، ووسائل النقل الجوي والبري والبحري، والموانئ، والمطارات الدولية التي تضاهي الدول المتقدمة مما أسهم في تعزيز بيئة الأعمال، وتسهيل التجارة، واستقطاب الاستثمارات الأجنبية بمختلف أنواعها. يتولى القطاع الحكومي تمويل مشاريع البنية التحتية. استحوذ قطاع التعليم على نسبة 21% من ميزانية الحكومة في عام 2014. أولت الدولة أهمية خاصة للخدمات الصحية والارتقاء بمستواها. جاءت الإمارات الأولى إقليميًّـا والحادية عشرة عالميًّـا في جودة البنية التحتية لعام 2012. صُنفت الإمارات الأولى بين 132 دولة في العالم في توافر الطرق المعبدة، والرابعة في جودة النقل الجوي، والسادسة في جودة الموانئ البحرية.

## التنمية في قطاعي الإنتاج والخدمات
- عملت الدولة على تعزيز التنوع الاقتصادي، والارتقاء بالاقتصاد الوطني إلى مستوى التنافسية العالمية.
- تنمية الصناعات والصادرات الوطنية، وتطوير وتنظيم المشاريع الصغيرة والمتوسطة من أجل تشجيع ريادة الأعمال الوطنية.
- وصلت مساهمة القطاعات الإنتاجية التي تشمل: الزراعة، والنفط، والصناعة، والكهرباء، والماء، والبناء إلى 55.4% عام 2012 .[8]

### مساهمة القطاعات الاقتصادية
- بلغ متوسط النمو السنوي للقطاعات غير النفطية 1975 ـ 2001 حوالي 11.5% سنويًّـا، وهو ما يفوق متوسط النمو السنوي لإجمالي الناتج المحلي لنفس الفترة.
- شهد متوسط نصيب الفرد من الناتج المحلي الإجمالي ارتفاعًـا خلال الفترة 1975 ـ 1980، فبلغ حوالي 110,400 درهم في عام 1980، وبلغ عام 2012 حوالي 154,854 درهم عام 2012، وهو من المعدلات المرتفعة في العالم.

### مساهمة القطاعات غير النفطية
- خلال 2011 ـ 2012 سجلت هذه القطاعات نموًا سنويًّـا وصل إلى 4.1%، وأسهمت بما نسبته 55.4% في الناتج.

### مساهمة قطاعي الخدمات والصناعة
يشمل: القطاع الصناعي، والعقاري، وقطاع السياحة، والقطاع المصرفي. يعد القطاع المصرفي من أهم القطاعات المكونة للاقتصاد الوطني؛ لأنه المحرك للقطاعات الاقتصادية الأخرى، والمسؤول عن تحديد السياسة النقدية والمالية في الدولة، والمنظم لسياسات الحكومة الاقتصادية التي تعالج بعض الاختلالات كالتضخم والبطالة، كما أنه الجهاز الحافظ للمدخرات والممول للاستثمارات. تطور القطاع المصرفي في الدولة، وقوة المراكز المالية لوحداته، وقدراته التقنية العالية أسهمت إلى حد كبير في تخفيف حدة الأزمة التي عصفت بالكثير من المصارف في أكبر الدول وأقوى الاقتصادات على مستوى العالم.

## الشركات الإماراتية وتطورها نحو العالمية
دخلت الحكومة مع القطاع الخاص في شراكات إستراتيجية من خلال شركات مساهمة تمتلك الحكومة نسبة من أسهمها. تمتلك الإمارات ميزة عالمية في تقديم الخدمات المصرفية، ويسهم القطاع المصرفي في تنويع مصادر الدخل، وقد أنشأت بعض المصارف فروعًـا لها في دول عربية وأجنبية تنافس البنوك العالمية.